# Luna rossa (chanson)
Pour les articles homonymes, voir Lune rousse.

Luna rossa (Lune rouge en napolitain) est une chanson populaire napolitaine écrite par le poète Vincenzo De Crescenzo et mise en musique par Antonio Vian en 1950. Giorgio Consolini est le premier à la chanter. De nombreux chanteurs la reprennent par la suite : Roberto Murolo, Sergio Bruni, Mario Trevi, Renato Carosone, Josephine Baker, Frank Sinatra, Lucienne Delyle, Jacques Hélian et son orchestre, Caetano Veloso, Tony Martin, Mia Martini, Lina Sastri, George Dalaras, etc.